# Андріяшівка (Бердичівський район)
Андрія́шівка — село в Україні, у Райгородоцькій сільській територіальній громаді Бердичівського району Житомирської області. Чисельність населення становить 627 осіб (2001). У 1926—54 та 1991—2018 роках — адміністративний центр однойменної сільської ради.

## Населення
В кінці 19 століття в селі проживав 571 мешканець, дворів — 72, у 1906 році — 714 жителів та 74 двори.
Кількість населення, станом на 1923 рік, становила 597 осіб, кількість дворів — 126.
Відповідно до перепису населення СРСР, на 17 грудня 1926 року чисельність населення становила 661 особу, з них за статтю: чоловіків — 303, жінок — 358; за етнічним складом: українців — 659, росіян — 2. Кількість домогосподарств — 142, з них, несільського типу — 2.
Відповідно до результатів перепису населення СРСР, кількість населення, станом на 12 січня 1989 року, становила 614 осіб. Станом на 5 грудня 2001 року, відповідно до перепису населення України, кількість мешканців села становила 627 осіб.

### Мова
Розподіл населення за рідною мовою за даними перепису 2001 року:
| Мова       | Відсоток |
| ---------- | -------- |
| українська | 99,04 %  |
| російська  | 0,96 %   |

## Історія
Час заснування — невідомий. У 1650 році — власність Каспера Базилевського, сплачував один дим. У 1754 році перебувало в посесії новогродського земського судді Францишка Цирини, сплата до замку становила 9 злотих 11,5 гроша, до скарбу — 37 злотих 14 грошів.
В кінці 19 ст. — село Озадівської волості Житомирського повіту, за 56 верст від Житомира. Православна парафія — в Лемешах, католицька — в Краснополі. Належала спадкоємцям Мечислава Мазарського.
У 1906 році — сільце Озадівської волості (4-го стану) Житомирського повіту Волинської губернії. Відстань до губернського та повітового центру, м. Житомир, становила 60 верст, до центру волості, с. Озадівка, 12 верст. Найближче поштово-телеграфне відділення розташовувалося в містечку Райгородок.
У 1923 році увійшло до складу новоствореної Лемешівської сільської ради, котра, від 7 березня 1923 року, стала частиною новоутвореного Янушпільського району Житомирської (згодом — Волинська) округи. Розміщувалося за 12 верст від районного центру, міст. Янушпіль, та 2 версти від центру сільської ради, с. Лемеші. 26 червня 1926 року увійшло до складу новоствореної Андріяшівської сільської ради Янушпільського району вже Бердичівської округи; адміністративний центр ради. Відстань до районного центру, міст. Янушпіль — 14 верст, окружного центру в Бердичеві — 20 верст, до залізничної станції Демчин — 17 верст.
11 серпня 1954 року, внаслідок ліквідації Андріяшівської сільської ради, село увійшло до складу Райгородоцької сільської ради Янушпільського району Житомирської області. 28 листопада 1957 року, село, в складі сільської ради, увійшло до Чуднівського району, 20 березня 1959 року — до складу Бердичівського району Житомирської області.
21 червня 1991 року в селі відновлено Андріяшівську сільську раду Бердичівського району.
20 серпня 2018 року увійшло до складу Райгородоцької сільської територіальної громади Бердичівського району Житомирської області.

## Відомі люди
- Малянівський Василь Іванович (1991—2014) — військовослужбовець 26-ї Бердичівської окремої артилерійської бригади, учасник російсько-української війни.
- Коренівський Сергій Петрович (1981—2014) — старший прапорщик Збройних сил України, учасник російсько-української війни.
- Ящук Павло Володимирович (1966—2014) — старший лейтенант батальйону «Айдар», учасник російсько-української війни, загинув у боях під Луганськом.